# Station Hartlebury
Hartlebury is een spoorwegstation van National Rail in Wychavon in Engeland. Het station is eigendom van Network Rail en wordt beheerd door West Midland Trains. 